# Falco zoniventris
Falco zoniventris е вид птица от семейство Соколови (Falconidae).

## Разпространение
Видът е разпространен в Мадагаскар.